# Żamanszyng
Żamanszyng (kaz. Жаманшың; ros. Жаманшин, Żamanszyn) – krater uderzeniowy położony w obwodzie aktobskim w Kazachstanie. Skały krateru odsłaniają się na powierzchni ziemi.

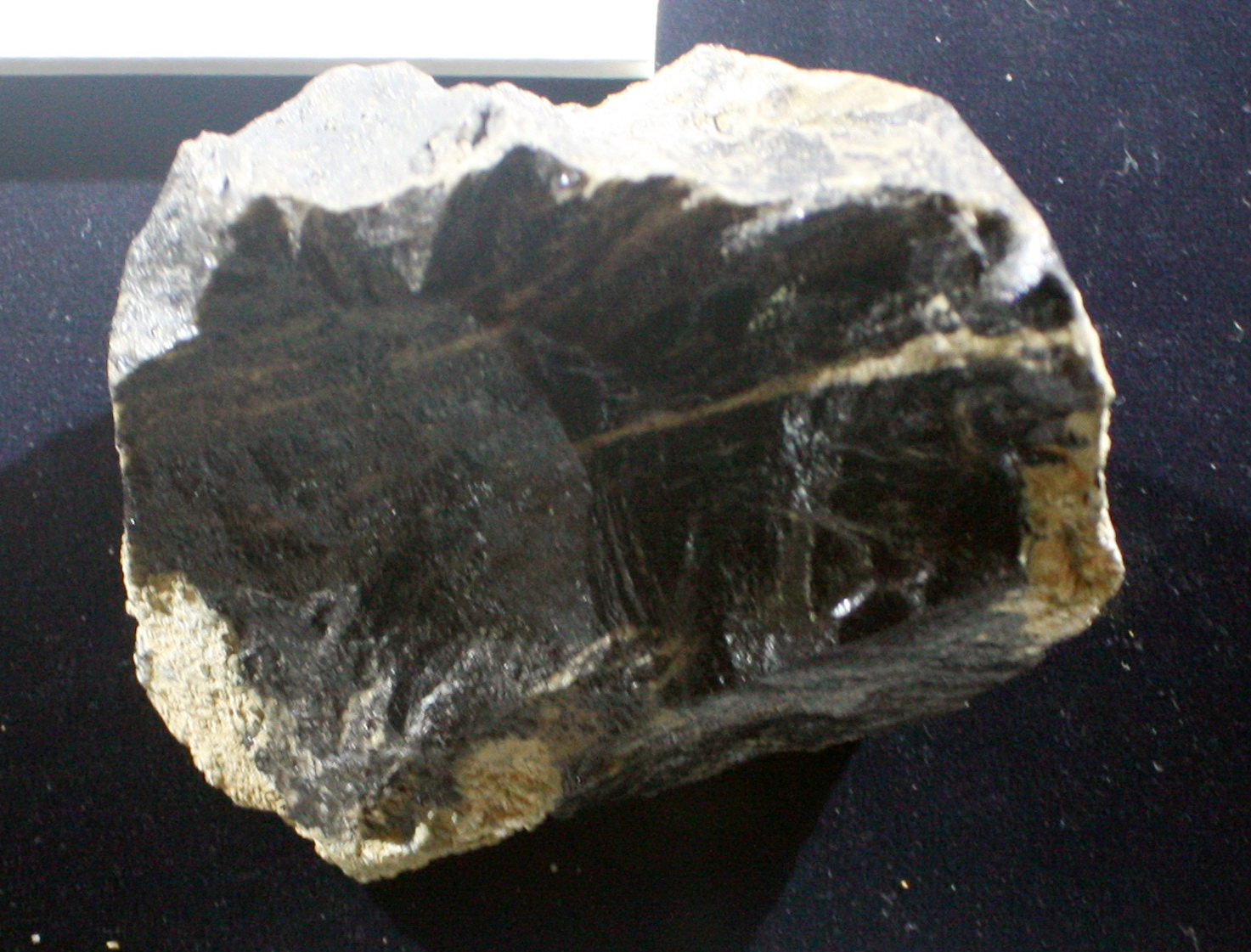
Tektyt z krateru Żamanszyng

Krater ma 14 km średnicy, powstał około 900 tysięcy lat temu, w plejstocenie, w wyniku uderzenia małej planetoidy o składzie chondrytowym (istnieje też możliwość, że był to impaktor żelazny) w skały osadowe pokrywające podłoże krystaliczne. Uderzenie doprowadziło do dużych zmian w geologii tego obszaru, odsłaniając głębiej położone warstwy. Wewnątrz krateru na powierzchni ziemi znajdowane są kopalne koralowce i mięczaki, a także czarne i ciemnozielone tektyty, będące naturalnym szkliwem powstającym przy impaktach.